# Asylprocedurdirektivet
Asylprocedurdirektivet, eller direktiv 2013/32/EU, även känt som förfarandedirektivet, är ett europeiskt direktiv som fastställer gemensamma förfaranden för att bevilja och återkalla internationellt skydd inom Europeiska unionen. Direktivet utgör en viktig del av den gemensamma asylpolitiken.
Direktivet gäller inom hela Europeiska unionen, utom i Danmark och Irland. Irland omfattas dock av ett äldre asylprocedurdirektiv från 2005.

## Grunder för att neka prövning av en asylansökan
Utöver omlokalisering av asylsökande i enlighet med Dublinförordningen får medlemsstaterna enligt direktivet neka prövning av en asylansökan endast på någon av följande fem grunder:
- en annan medlemsstat har redan beviljat asyl,
- det finns ett första asylland.
- det finns ett säkert tredjeland för den asylsökande.
- ansökan är en efterföljande ansökan, utan nya fakta eller uppgifter av relevans för asylprövningen, eller
- den asylsökande är en person i beroendeställning som redan har godtagit att det egna ärendet ska utgöra en del av en ansökan som inlämnats på hans eller hennes vägnar, och det finns inga särskilda omständigheter som motiverar en separat ansökan.

## Rättspraxis
I en dom den 14 maj 2020 konstaterade EU-domstolen att Ungern hade brutit mot asylprocedurdirektivet genom sättet som asylsökande hölls i inhägnade läger vid gränsen mot Serbien. Till följd av domen tvingades Ungern att stänga lägren och överföra de asylsökande till andra anläggningar.
I en annan dom har domstolen konstaterat att det inte är tillåtet för en medlemsstat att neka prövning av en asylansökan enbart på grund av att den asylsökande har transiterat genom en stat där han eller hon inte riskerar att utsättas för förföljelse eller allvarlig skada och där en adekvat skyddsnivå garanteras.
I ytterligare en dom har domstolen konstaterat att en asylansökan inte får nekas enbart på grund av att en tidigare asylansökan har inlämnats i ett tredjeland som tillämpar Dublinförordningen, till exempel Norge.

## Reformer

### 2016 års förslag
2016 presenterade Europeiska kommissionen ett förslag till en ny asylprocedurförordning, som föreslås ersätta asylprocedurdirektivet. Genom att göra om direktivet till en förordning kommer bestämmelserna vara direkt tillämpliga inom hela Europeiska unionen, och inte variera från land till land beroende på hur respektive medlemsstat har införlivat bestämmelserna i den nationella lagstiftningen. I september 2020 presenterade kommissionen ett uppdaterat förslag.
För att träda i kraft måste förslaget först godkännas av Europaparlamentet och Europeiska unionens råd i enlighet med det ordinarie lagstiftningsförfarandet.